# Modernité en poésie
Pour les articles homonymes, voir Modernité (homonymie).

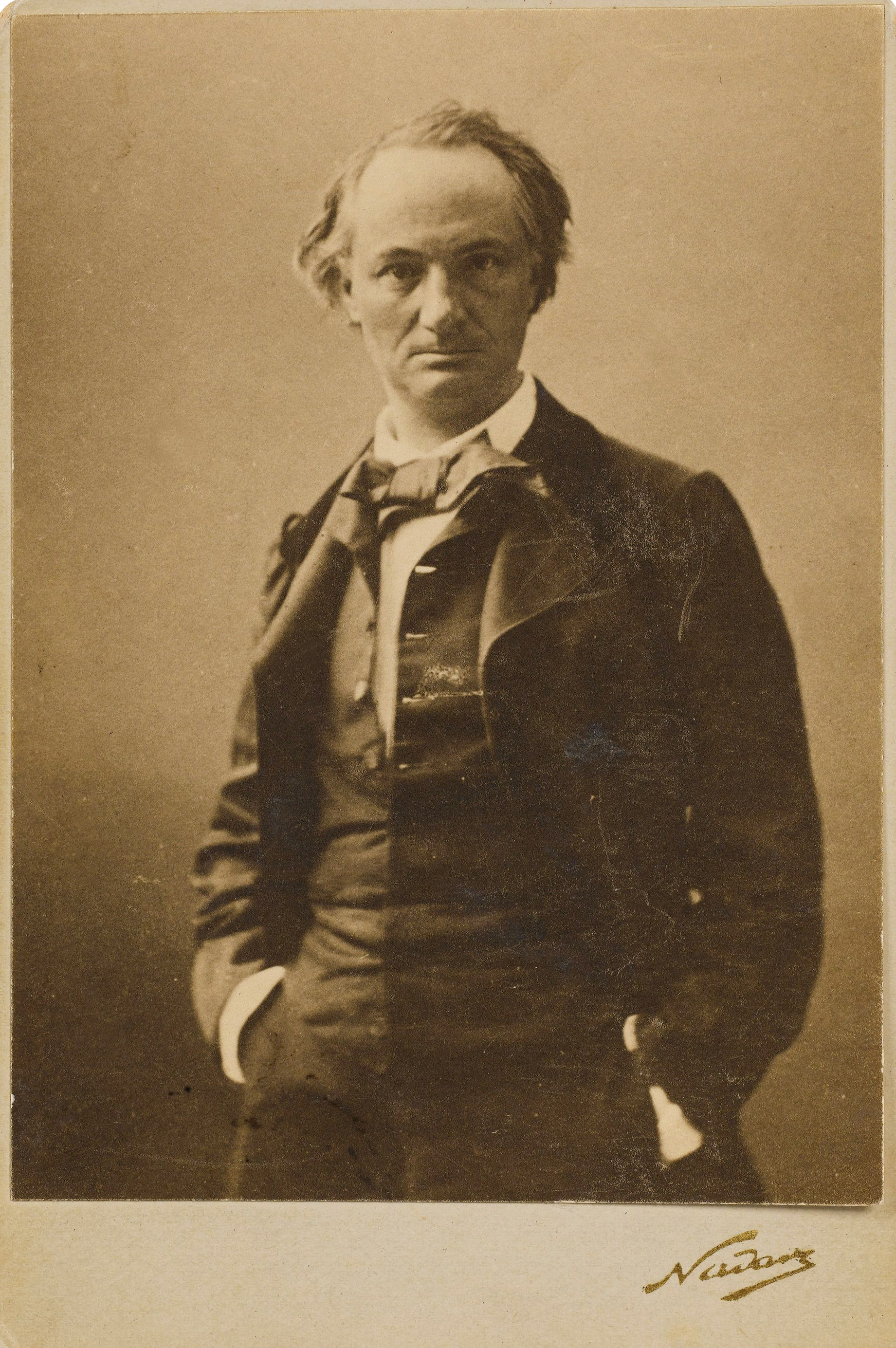
Charles Baudelaire, l'un des représentants de la modernité, en poésie.

La modernité en poésie est un temps et une forme de poésie dont les représentants apparaissent en France dans la deuxième moitié du XIXe siècle avec Baudelaire, Arthur Rimbaud ou Gautier qui remettent en question le romantisme et ouvrent les voies vers le Parnasse et le symbolisme. Les poètes modernes libèrent leur art des formes antérieures en particulier en valorisant la prose ou en ouvrant leur regard à tout objet serait-il ordinairement considéré comme laid ou péjorativement comme « moderne », la beauté poétique étant en définitive la seule exigence.

## Le concept
Dans le domaine de l'art et de la poésie, la modernité caractérise ce qui dans l'art et dans la poésie est ou devient « moderne ». Elle transforme quelque chose de moderne en objet « artistique » ou inversement.
Cependant, la modernité n'est pas qu'un mouvement ou une période littéraire ou artistique. Ainsi, comment la définir ?
La poésie étant l'art du langage rythmé, elle est à la fois un langage et une démarche esthétique. Dans la période dite « moderne », l'esthétisme n'est plus seulement caractérisé comme ce qui est défini comme « beau », mais comme ce qui est digne d'être regardé, et qu'un autre regard peut magnifier, sublimer. Ainsi, la modernité, sublimation du présent, veut prendre en compte tous les éléments du réel. En recréant le présent réel, et non pas le présent idéalisé, on atteint le statut artistique. Le monde moderne rentre ainsi dans la poésie. À la manière du ready-made de Marcel Duchamp ou de certains des poèmes de Francis Ponge, tous les objets peuvent ainsi devenir poétiques.
La modernité renouvelle donc le genre de la poésie.

## Émergence duParnasse
Le Parnasse peut se résumer à une seule idée : l’art pour l'art, car il promeut la beauté comme seul intérêt de la poésie. C'est Théophile Gautier qui lance le principe de l'art pour l'art en 1830 dans sa preface à Mademoiselle de Maupin, où l'on peut citer « il n'y a de vraiment beau que ce qui ne sert à rien ».
C'est ensuite Leconte de Lisle qui suit les traces de Gautier en écrivant une préface à ses Poèmes antiques où il dénonce une trop grande importance du lyrisme chez les romantiques, et souhaite une « régénération des formes : refus du lyrisme personnel, neutralité morale et politique, impassibilité, culte rigoureux du vers strict, les thèmes sont marquées par l'obsession du néant, l'exotisme et le passéisme. » Il y a donc une évolution, une modification, un renouvellement des caractéristiques poétiques anciennes pour donner au Parnasse des formes uniques.

## La prose: symbole de la modernité
La modernité est marquée et parfois symbolisée par la poésie en prose.
Traditionnellement opposée aux vers, la prose conserve pourtant des marques profondes de la poésie en vers, grâce aux jeux de structure internes, rythmes et sonorités. Mais c'est avant tout l'élément décrit dans le poème transformé en objet poétique qui semble indiquer l'appartenance de ces textes au genre de la poésie.
Ainsi, « le poème en prose est une forme littéraire dont l'essor est lié à l'autonomisation du champ littéraire dont il est une manifestation textuelle idéale et emblématique »

## Importance de la vie moderne
L'idée de la modernité apparaît avec l'émergence des poètes romantiques. Le but des romantiques aura été de « faire entrer la vie contemporaine dans la littérature. ». Pour les poètes et romanciers, Stendhal et Nodier distinguent le romantisme du classicisme, qui est « moderne » selon Nodier. Dans sa poésie, Lamartine évoque lui aussi les problèmes du temps : « Honte à qui ne peut chanter pendant que brûle Rome » (Réponse à Némésis, 1831). Pour Baudelaire, la « vie moderne » est très importante : « la modernité, c'est le transitoire, le fugitif, le contingent, la moitié de l'art, dont l'autre moitié est l'éternel et l'immuable ».
De plus, la modernité transforme le laid, pourtant défini comme inesthétique, en objet esthétique. Ainsi, la poésie remet en cause non pas les critères de beauté, mais le regard que l'humain porte sur le monde.
Le banal est également transformé en objet esthétique, puisque la modernité prend en compte tous les éléments du réel. Tout objet, extraordinaire ou banal, devient donc objet esthétique.